# Daniel Ischdonat
Daniel Ischdonat (* 9. Juni 1976 in Leverkusen) ist ein ehemaliger deutscher Fußballtorwart und derzeitiger -trainer.

## Karriere
Ischdonat spielte insgesamt 13 Jahre bei seinen Heimatverein Bayer 04 Leverkusen, davon zwei Jahre bei den Profis. Er wechselte 1996 von seinem Stammverein zum damaligen Regionalligisten Eintracht Trier, bei dem er lange Zeit Stammtorwart war. Mit der Eintracht stieg Ischdonat 2002 in die Zweite Bundesliga auf. 2005 und 2006 konnte er den Abstieg der Trierer bis in die Oberliga nicht verhindern. Am 18. Februar 1998 war Ischdonat der tragische Held im DFB-Pokal-Halbfinalspiel der Trierer gegen den damaligen Bundesligisten MSV Duisburg. Im Elfmeterschießen hielt er den letzten regulären Elfmeter des MSV und ermöglichte so den 4:4-Ausgleich. Nachdem alle Feldspieler geschossen hatten, mussten die Torhüter beider Mannschaften antreten. Der Duisburger Thomas Gill traf zum 10:9 für den MSV, Ischdonat verschoss.
Nach dem Abstieg der Trierer aus der Regionalliga wechselte Ischdonat in der Sommerpause 2006 zum Bundesligisten 1. FSV Mainz 05, bei dem er für den verletzten Christian Wetklo als Ersatztorwart hinter Stammkeeper Dimo Wache einspringen sollte. In der Saison 2007/08 rückte Ischdonat durch Verletzungen von Wache und Wetklo zwischen die Pfosten. In sechs Spielen ließ er nur drei Gegentreffer zu und spielte drei Mal zu Null. Allerdings zeigte er in der Rückrunde auch einige Unsicherheiten, so dass das letzte Saisonspiel am 18. Mai 2008 auch der letzte Ligaeinsatz Ischdonats für die Mainzer blieb. In der Aufstiegssaison 2008/09 stand wieder Dimo Wache im Tor.
Nach seinem Vertragsende bei Mainz 05 im Sommer 2009 war Ischdonat zunächst vereinslos. Ende Dezember 2009 wurde er bis Saisonende vom FSV Frankfurt verpflichtet. Beim abstiegsbedrohten Zweitligisten musste er sich hinter Stammtorhüter Patric Klandt einordnen. Zur Saison 2010/11 wechselte Ischdonat als Torwarttrainer und Ersatztorwart zum Drittligisten SV Sandhausen. Dort war er hinter Frederic Löhe zunächst erneut nur Ersatztorwart. Als dieser nach dem vierten Spieltag verletzungsbedingt pausieren musste, kam Ischdonat zu seinen ersten drei Einsätzen für den SVS, musste dann aber dem wiedergenesenen Löhe weichen. In der Rückrunde genoss Ischdonat das Vertrauen des nach Sandhausen zurückgekehrten Trainers Gerd Dais. Er stand ab dem 25. Spieltag bis zum Saisonende im Tor und kam damit auf insgesamt 17 Einsätze in den 38 Ligaspielen. In der folgenden Spielzeit war er im Tor gesetzt und blieb ein Rückhalt beim Gewinn der Drittligameisterschaft und damit dem Aufstieg in die 2. Bundesliga. An seiner Stelle verpflichtete der Verein im Sommer 2011 mit Uwe Nägele einen anderen Torwarttrainer. Ischdonat erhielt aber die Option, nach Ende seiner aktiven Laufbahn auf diese Stelle zurückzukehren. Dieser Fall trat im Sommer 2013 ein, als er seine Spielerkarriere beendete und daraufhin in den Trainerstab wechselte. Auf Wunsch des Cheftrainers Kenan Koçak endet Ischdonats Engagement in Sandhausen mit Ablauf der Saison 2016/17.
Ab dem 4. August 2017 übernahm Ischdonat interimsweise für den langzeitverletzten Alexander Kunze das Amt des Torwarttrainers bei Eintracht Braunschweig. Zu Beginn der Saison 2017/18 kehrte er nach Sandhausen zurück.

## Erfolge
- Aufstieg in die 2. Bundesliga mit dem SV Eintracht Trier 2002
- Aufstieg in die 2. Bundesliga mit dem SV Sandhausen 2012